# .44 Remington Centerfire
O .44 Remington Centerfire (também conhecido como .44 Remington C.F.) foi um cartucho de fogo circular para revólveres com um projétil com rebaixo, lubrificado externamente, produzido pela Remington Arms Company de 1875 até 1895. Apenas uma arma, a Remington Model 1875, foi fabricada para esse calibre.

## Histórico
Remington introduziu seu primeiro revólver de fogo central de grande calibre em 1875, embora muitos revólveres de percussão modelo 1858 tenham sido convertidos em cartuchos .44 Rimfire ou .46 Rimfire, este último com tambores de cinco tiros. O novo Remington Modelo 1875 foi inicialmente produzido em um cartucho de projeto da própria empresa, o .44 Remington Centerfire. O primeiro cliente para o novo revólver foi o governo egípcio, que encomendou 10.000 deles. No entanto, devido ao fracasso do Egito em pagar por um pedido anterior de fuzis Remington Rolling Block, o pedido nunca foi entregue. Remington aparentemente vendeu os revólveres no mercado aberto para recuperar suas despesas.
Exemplares posteriores do Remington Model 1875 foram produzidos nos calibres .44-40 Winchester e .45 Colt, e a produção do .44 Remington Centerfire terminou em 1895.

## Projeto
As informações sobre o cartucho .44 Remington Centerfire são bastante escassas, mesmo com as enciclopédias de cartuchos de armas de fogo deixando de mencioná-lo. Algumas fontes afirmam que o cartucho era muito próximo em dimensões e balística ao contemporâneo .44 Colt, a ponto de os dois serem intercambiáveis, mas outros contestam isso (veja abaixo para mais informações sobre as dimensões do cartucho dois cartuchos). O .44 Remington Centerfire também pode ser confundido com o .44-40 Winchester, devido ao antigo hábito de algumas empresas de armas de fogo dos EUA de produzir cópias idênticas dos cartuchos de propriedade de seus rivais sob suas próprias designações.
O .44 Remington Centerfire e o .44 Special ou o .44 Remington Magnum não são o mesmo cartucho.
As dimensões do estojo do .44 Remington são: 0,480" de diâmetro do aro, 0,448" de diâmetro da base, 1,065" de comprimento. O cartucho continha uma bala com resalto de 0,447" de diâmetro sobre 32 grãos de pólvora negra.
O cartucho .44 Colt tem um diâmetro de base de 0,456", ligeiramente mais largo que o .44 Remington, e isso impede que ele seja totalmente inserido em uma câmara .44 Remington.

## Dimensões

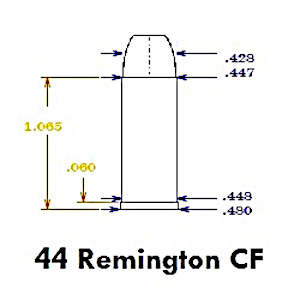